# 拉姆普尔马尼哈兰
拉姆普尔马尼哈兰（Rampur Maniharan），是印度北方邦Saharanpur县的一个城镇。总人口24811（2001年）。

## 人口
该地2001年总人口24811人，其中男性13170人，女性11641人；0—6岁人口4298人，其中男2277人，女2021人；识字率55.64%，其中男性为63.58%，女性为46.65%。